# Melissa Humana-Paredes
Melissa Humana-Paredes (Toronto, 10 oktober 1992) is een Canadees beachvolleyballer. Met Sarah Pavan werd ze wereldkampioen en won ze twee gouden medailles bij de Gemenebestspelen. Met Brandie Wilkerson won ze een zilveren medaille bij zowel de Olympische als Pan-Amerikaanse Spelen. Ze nam tweemaal deel aan de Olympische Spelen.

## Carrière

### 2009 tot en met 2016
Humana-Paredes begon op twaalfjarige leeftijd met beachvolleybal en tijdens haar studie aan York University speelde ze bij het universiteitsteam in de zaal. In 2009 nam ze met Victoria Altomare deel aan de wereldkampioenschappen beachvolleybal U19 in Alanya waar het duo als zeventiende eindigde. Het jaar daarop werd ze bij hetzelfde toernooi in Porto negende met Jennifer Cross. Met Altomare maakte Humana-Paredes in 2011 haar debuut in de FIVB World Tour in Québec en werd ze vice-kampioen bij de WK U21 in Halifax, nadat het tweetal de finale had verloren van het Zwitserse duo Nina Betschart en Joana Heidrich.
Van 2012 tot en met 2016 vormde Humana-Paredes een duo met Taylor Pischke. Bij de WK U21 in Halifax dat eerste jaar eindigden ze op de vijfde plaats. Het jaar daarop won het duo de bronzen medaille bij de WK U23 in Mysłowice en speelde het in Long Beach hun eerste gezamenlijke wedstrijd in de World Tour. In 2014 werden Humana-Paredes en Pischke negende bij het FIVB-toernooi in Puerto Vallarta en wonnen ze opnieuw de bronzen medaille bij de WK U23 in Mysłowice. Vervolgens speelde het tweetal nog vier wedstrijden in de World Tour met een vijfde plaats in São Paulo als beste resultaat. In 2015 nam het duo aan tien reguliere FIVB-toernooien deel, waarbij ze een vijfde plaats in Fuzhou en drie negende plaatsen (Praag, Stavanger en Puerto Vallarta) behaalden. Bij de WK in Nederland bereikten Humana-Paredes en Pischke de achtste finale waar ze werden uitgeschakeld door de latere Braziliaanse wereldkampioenen Bárbara Seixas en Ágatha Bednarczuk. Het duo eindigde bij de Pan-Amerikaanse Spelen in eigen land als vierde, nadat het de finale om het brons in Toronto van het Braziliaanse tweetal Liliane Maestrini en Carolina Horta verloren had. Het daaropvolgende jaar speelden ze elf wedstrijden in de World Tour met een vijfde plaats (Xiamen) en drie negende plaatsen (Vitória, Hamburg en Olsztyn) als resultaat.

### 2017 tot en met 2021

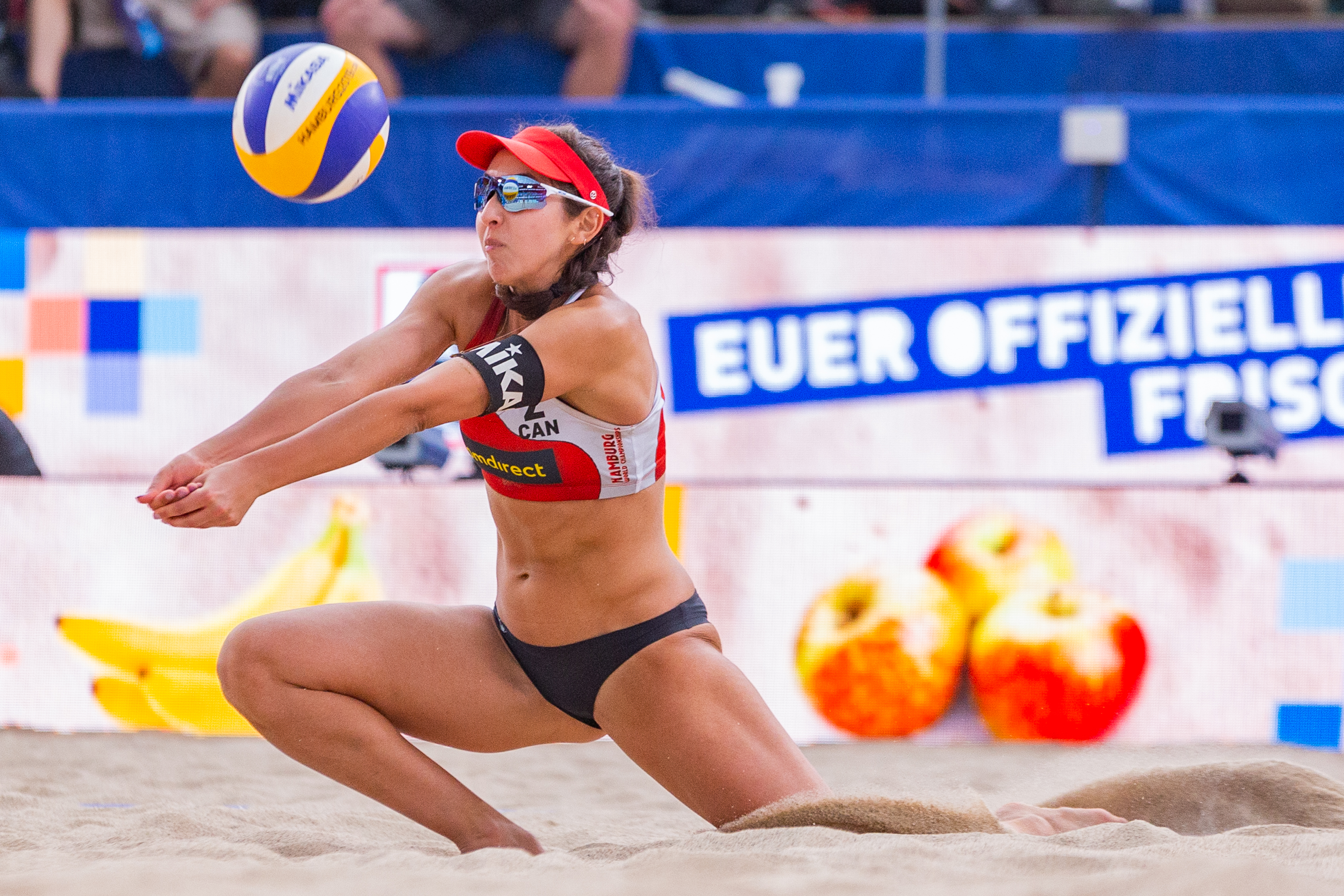
Humana-Paredes in actie tijdens de WK in Hamburg (2019)

Van 2017 tot en met 2022 speelde Humana-Paredes met Sarah Pavan. Het tweetal behaalde in hun eerste seizoen enkel toptienplaatsen. Ze wonnen in Poreč, eindigden als tweede in Rio de Janeiro en Olsztyn en werden derde in Gstaad. Bij de WK in Wenen bereikte het duo de halve finale die verloren werd van de Amerikanen April Ross en Lauren Fendrick. In de wedstrijd om het brons werden Humana-Paredes en Pavan vervolgens verslagen door het Braziliaanse duo Larissa França en Talita Antunes da Rocha. Bij de World Tour Finals in Hamburg eindigde het duo eveneens als vierde. In 2018 wonnen Humana-Paredes en Pavan de gouden medaille bij de eerste editie van het beachvolleybaltoernooi op de Gemenebestspelen in Gold Coast ten koste van het Australische duo Mariafe Artacho en Taliqua Clancy. In de World Tour boekten ze verder overwinningen in Xiamen en Gstaad. Daarnaast speelden ze twee wedstrijden in de AVP Tour.
Het seizoen daarop begonnen ze met een vierde plaats in Yangzhou en een tweede plaats in Las Vegas. In 2019 nam het duo in aanloop naar de WK deel aan vier internationale toernooien met twee vijfde plaatsen (Xiamen en Warschau) en een tweede plaats (Itapema) als resultaat. In Hamburg wonnen Humana-Paredes en Pavan de wereldtitel door het Amerikaanse duo Alexandra Klineman en April Ross in twee sets te verslaan. Na afloop speelde het tweetal vier reguliere FIVB-wedstrijden met twee vijfde plaatsen (Gstaad en Tokio) en twee overwinningen (Edmonton en Wenen) als resultaat. Bij de World Tour Finals in Rome eindigden ze als vijfde en ze sloten het seizoen af met de eindoverwinning in de FIVB World Tour. In de Amerikaanse competitie kwamen Humana-Paredes en Pavan bij vier toernooien tot twee overwinningen (Manhattan Beach en Waikiki) en een tweede plaats (Huntington Beach). Het jaar daarop namen ze deel aan drie AVP-toernooien in Long Beach, waarbij ze eenmaal als tweede en tweemaal als derde eindigden. In 2021 speelde het duo in aanloop naar de Spelen zeven wedstrijden in de World Tour. Daarbij eindigden ze tweemaal als tweede (Doha en Cancun), eenmaal als derde (Gstaad) en tweemaal als vierde (Cancun en Ostrava). In Tokio kwamen Humana-Paredes en Pavan bij het olympisch beachvolleybaltoernooi tot aan de kwartfinale die ze verloren van Artacho en Clancy.

### 2022 tot heden
In 2022 deden Humana-Paredes en Pavan in aanloop naar de WK in Rome mee aan drie toernooien in de Beach Pro Tour – de opvolger van de World Tour. Ze wonnen het toernooi van Jūrmala en eindigden als vijfde in Rosarito. In de AVP Tour wonnen ze in mei het zilver in Austin. In juni bereikte het duo bij de WK in Rome de kwartfinale die verloren werd van de latere wereldkampioenen Ana Patrícia Ramos en Duda Lisboa uit Brazilië. Na afloop behaalden ze een vijfde plaats bij het toernooi van Gstaad. In augustus prolongeerden Humana-Parades en Pavan hun titel bij de Gemenebestspelen in Birmingham door net als vier jaar eerder Artacho en Clancy in de finale te verslaan. Later die maand ging het tweetal uit elkaar en vormde Humana-Paredes een team met Brandie Wilkerson. Met Wilkerson behaalde ze in september een tweede plaats bij het AVP-toernooi van Chicago.
Het seizoen daarop waren Humana-Paredes en Wilkerson zowel in het mondiale als Amerikaanse circuit actief. In de Beach Pro Tour namen ze deel aan acht reguliere toernooien. Ze bereikten daarbij telkens de kwartfinale met overwinningen in Jūrmala en Montreal en een derde plaats Ostrava. Bij de WK in Tlaxcala werd het duo in de kwartfinale uitgeschakeld door Artacho en Clancy en bij de seizoensfinale in Doha eindigde het tweetal eveneens op een gedeelde vijfde plaats. In de AVP Tour namen ze deel aan vijf toernooien met een overwinning in Miami en tweede plaatsen in New Orleans, Atlanta en Chicago als resultaat. Bij de Pan-Amerikaanse Spelen in Santiago wonnen Humana-Paredes en Wilkerson het zilver achter Ana Patrícia en Duda. In 2024 begon het duo in maart met een tweede plaats in Doha. In april en mei volgden een vijfde plaats in Tepic en een negende plaats in Brasilia. In de Amerikaanse competitie wonnen ze het toernooi van Huntington Beach. In juni behaalden ze een tweede plaats in Ostrava en een maand later werden ze vijfde in Gstaad. Het tweetal plaatste zich via de olympische ranglijst als vierde voor de Spelen. In Parijs wonnen Humana-Paredes en Wilkerson olympisch zilver na de finale in drie sets van Ana Patrícia en Duda verloren te hebben. Begin september wonnen ze het AVP-toernooi van Chicago en in december sloten ze het seizoen af met een zevende plaats in Doha.

## Palmares
Kampioenschappen
- 2011:  WK U21
- 2013:  WK U23
- 2014:  WK U23
- 2015: 9e WK
- 2017: 4e WK
- 2018:  Gemenebestspelen
- 2019:  WK
- 2021: 5e OS
- 2022: 5e WK
- 2022:  Gemenebestspelen
- 2023: 5e WK
- 2023:  Pan-Amerikaanse Spelen
- 2024:  OS

FIVB World Tour
- 2017:  4* Rio de Janeiro
- 2017:  5* Poreč
- 2017:  5* Gstaad
- 2017:  4* Olsztyn
- 2018:  4* Xiamen
- 2018:  5* Gstaad
- 2018:  4* Las Vegas
- 2019:  4* Itapema
- 2019:  3* Edmonton
- 2019:  5* Wenen
- 2019:  FIVB World Tour
- 2021:  4* Doha
- 2021:  4* Cancun
- 2021:  4* Gstaad

Beach Pro Tour
- 2022:  Elite16 Jūrmala
- 2023:  Elite16 Ostrava
- 2023:  Jūrmala Challenge
- 2023:  Elite16 Montreal
- 2024:  Elite16 Doha
- 2024:  Elite16 Ostrava

## Persoonlijk
Humana-Paredes is de dochter van Chileense ouders. Haar vader speelde in het nationale zaalteam van Chili en was de coach van het Canadese beachvolleybalduo John Child en Mark Heese dat bij de Olympische Spelen in Atlanta de bronzen medaille won. Haar broer Filipe speelt eveneens beachvolleybal.